# Hidden Path Entertainment
A Hidden Path Entertainment amerikai független videójáték-fejlesztő cég. A vállalatot 2006-ban Bellevue-ban alapította Michael Austin, Jim Garbarini, Dave McCoy, Jeff Pobst és Mark Terrano. A Hidden Path első játéka, a Defense Grid: The Awakening 2008-ban jelent meg Windowsra, illetve 2009-ben Xboxra. A Defense Grid pozitív fogadtatásban részesült és több mint 500 000 példányt adtak el belőle. 2009-ben a Hidden Path szerződést kötött a Valve Corporationnel a 2004-ben megjelent Counter-Strike: Source frissítésére és karbantartására.
A Hidden Path a Valve-vel közösen készítette el a Counter-Strike sorozat következő tagját, a Counter-Strike: Global Offensive-et is. A Global Offensive-et a 2011-es PAX Prime rendezvényen mutatták be és 2012. augusztus 21-én jelent meg. A Global Offensive Windows, macOS, Linux, PlayStation 3 (PlayStation Network) és Xbox 360 (Xbox Live Arcade) platformokon érhető el.
A vállalat következő munkája az Age of Empires II: HD Edition, az 1999-ben az Ensemble Studios és a Microsoft által megjelentetett Age of Empires II felújított verziója volt, amely 2013-ban jelent meg a Valve Steam platformján. A Hidden Path az alapjáték és annak kiegészítőinek grafikájának és többjátékos módjának felújítása mellett   előkészítette a SkyBox Labs és a Forgotten Empires által fejlesztett The Forgotten című kiegészítő csomag útját is.
A Valve elmondása szerint azért dolgozik olyan gyakran a Hidden Path Entertainmenttel, mivel a két cég már ismeri egymást és a székhelyük „itt van a sarkon”. A Hidden Path modellezési munkálatokat is vállalt a Left 4 Dead 2-höz. Mindezek mellett a Valve-vel közösen készítették el a Defense Grid You Monster! című kiegészítőcsomagját, melynek középpontjában a Valve Portal sorozatának GLaDOS nevű szereplője áll.

## Videójátékai
| Év      | Cím                              | Platform | Platform | Platform | Platform | Platform | Platform | Platform | Platform |
| Év      | Cím                              | LIN      | MAC      | WIN      | PS3      | PS4      | X360     | XONE     | Switch   |
| ------- | -------------------------------- | -------- | -------- | -------- | -------- | -------- | -------- | -------- | -------- |
| 2008    | Defense Grid: The Awakening      | Nem      | Igen     | Igen     | Nem      | Nem      | Igen     | Nem      | Nem      |
| 2012    | Counter-Strike: Global Offensive | Igen     | Igen     | Igen     | Igen     | Nem      | Igen     | Igen     | Nem      |
| 2013    | Age of Empires II: HD Edition    | Nem      | Nem      | Igen     | Nem      | Nem      | Nem      | Nem      | Nem      |
| Törölve | Windborne                        | Nem      | Nem      | Igen     | Nem      | Nem      | Nem      | Nem      | Nem      |
| 2014    | Defense Grid 2                   | Igen     | Igen     | Igen     | Nem      | Igen     | Nem      | Igen     | Igen     |
| Törölve | Chroma                           | Igen     | Igen     | Igen     | Nem      | Nem      | Nem      | Nem      | Nem      |
| 2018    | Brass Tactics: Arena             | Nem      | Nem      | Igen     | Nem      | Nem      | Nem      | Nem      | Nem      |
| 2018    | Brass Tactics                    | Nem      | Nem      | Igen     | Nem      | Nem      | Nem      | Nem      | Nem      |

## Fordítás
- Ez a szócikk részben vagy egészben  a   Hidden Path Entertainment című angol Wikipédia-szócikk ezen változatának fordításán alapul.  Az eredeti cikk szerkesztőit annak laptörténete sorolja fel. Ez a jelzés csupán a megfogalmazás eredetét és a szerzői jogokat jelzi, nem szolgál a cikkben szereplő információk forrásmegjelöléseként.